# الدلس أ
(Aldolase A (ALDOA, or ALDA ، المعروف أيضًا باسم Aldolase الفركتوز ، هو إنزيم يتم ترميزه في البشر بواسطة جين ALDOA على الكروموسوم 16.
البروتين المشفر بواسطة هذا الجين هو إنزيم جليكوليتيك يحفز التحويل العكسي للفركتوز -1.6-فوسفات إلى جليكالديهايد 3-فوسفات (G3P) وفوسفات ثنائي هيدروكسي أسيتون (DHAP). يتم التعبير عن ثلاثة إيزولازات ألدولاز (أ ، ب ، ج) ، مشفرة بواسطة ثلاثة جينات مختلفة ، بشكل مختلف أثناء التطور. تم العثور على Aldolase A في الجنين النامي ويتم إنتاجه بكميات أكبر في العضلات البالغة. يتم تثبيط تعبير Aldolase A في البالغين والكبد والأمعاء ويشبه مستويات Aldolase C في الدماغ والأنسجة العصبية الأخرى. ارتبط نقص Aldolase A بالاعتلال العضلي وفقر الدم الانحلالي. يؤدي الربط البديل واستخدام المروج البديل إلى متغيرات نص متعددة. تم تحديد الجينات الكاذبة ذات الصلة بالكروموسومات 3 و 10. [مقدمة من RefSeq ، أغسطس 2011]

## بناء
ALDOA هو homotetramer وواحد من ثلاثة أنزيمات ألدولاز (أ ، ب ، ج) ، مشفرة بواسطة ثلاثة جينات مختلفة.  يحتوي جين ALDOA على 8 exons و[UTR IB7] تم تحديد الأحماض الأمينية الرئيسية المسؤولة عن وظيفتها الحفازة. يعمل المتبقي Tyr363 كمحفز قاعدة حمضية لبروتين C3 للركيزة ، بينما يُقترح Lys146 لتثبيت الشحنة السالبة للقاعدة المترافقة الناتجة لـ Tyr363 والتكوين المتوتر للطرف C. يشارك بقايا Glu187 في وظائف متعددة ، بما في ذلك التحفيز FBP Aldolase ، والتحفيز الحمضي القاعدي أثناء ربط الركيزة ، والجفاف ، وانقسام الركيزة. على الرغم من توطين ALDOA في النواة ، إلا أنها تفتقر إلى أي إشارات توطين نووي معروفة (NLS).

## آلية
في aldolase للثدييات ، تكون بقايا الأحماض الأمينية الحفازة الرئيسية المشاركة في التفاعل هي lysine و tyrosine. يعمل التيروسين كمستقبل هيدروجين فعال بينما يربط اللايسين تساهميًا ويستقر. تستخدم العديد من البكتيريا اثنين من أيونات المغنيسيوم بدلاً من اللايسين.

## وظيفة
ALDOA هو إنزيم رئيسي في الخطوة الرابعة من تحلل السكر ، وكذلك في تكوين الجلوكوز في المسار العكسي. إنه يحفز التحويل العكسي لفركتوز 1،6-فوسفات الفوسفات إلى جلسيرالدهيدات -3 فوسفات وفوسفات ثنائي هيدروكسي أسيتون بواسطة انقسام ألدول للرابطة C3-C4. ونتيجة لذلك ، فهو لاعب حاسم في التخليق الحيوي ATP. تساهم ALDOA أيضًا في وظائف «ضوء القمر» الأخرى مثل صيانة العضلات ، وتنظيم شكل الخلية وحركتها ، وتقلص العضلات المخطط ، وتنظيم الهيكل الخلوي الأكتيني ، وتنظيم تكاثر الخلايا. من المرجح أن ALDOA تنظم إعادة تشكيل الهيكل الخلوي الأكتيني من خلال التفاعل مع cytohesin-2 (ARNO) و Arf6. [10]

يتم التعبير عن ALDOA في كل مكان في معظم الأنسجة ، على الرغم من أنه يتم التعبير عنه في الغالب في تطوير الجنين والعضلات البالغة. في الخلايا الليمفاوية ، يعتبر ALDOA هو الشكل السائد للألدولز. داخل الخلية ، يتم تحديد موضع ALDOA بشكل نموذجي إلى السيتوبلازم ، ولكن يمكن أن يتوضع في النواة أثناء توليف الحمض النووي لدورة الخلية S. ينظم هذا التوطين النووي بروتين كيناز AKT و p38. يُقترح أن تعمل النواة كخزان لـ ALDOA في ظروف انخفاض الجلوكوز. تم العثور على ALDOA أيضًا في الميتوكوندريا.

يتم تنظيم ALDOA بواسطة ركائز استقلاب الطاقة الجلوكوز واللاكتات والجلوتامين. في الخلايا البدينة (MCs) ، لوحظ أن ALDOA يخضع للتنظيم بعد الترجمة عن طريق نتروز التيروزين البروتيني ، والذي قد يغير تقاربه النسبي لـ FBP و / أو IP3. ثم يؤثر هذا التغيير على تعاقب إشارات IP3 و PLC في الاستجابات المعتمدة على IgE. 

## لأهمية السريرية
يتم التعبير عن Aldolase A (ALDOA) بشكل كبير في سرطانات متعددة ، بما في ذلك سرطان الخلايا الحرشفية في الرئة (LSCC) ، والسرطان الكلوي ، وسرطان الخلايا الكبدية. يقترح أن زيادة التعبير ALDOA يعزز تحلل السكر في هذه الخلايا السرطانية ، وتعزيز نموها. في LSCC ، يرتبط تنظيمها مع الانبثاث وسوء التشخيص ، في حين أن تنظيمها يقلل من حركة الخلايا السرطانية وتولد الورم. وهكذا ، يمكن أن يكون ALDOA علامة حيوية محتملة لـ LSCC والأدوية العلاجية. 

نقص الألدولز هو اضطراب وراثي جسمي متنحي نادر يرتبط بانحلال الدم ويرافقه ضعف وألم عضلي واعتلال عضلي.  